# Marcelo Tosi
Marcelo Tosi (Piracicaba, 14 de agosto de 1969) é um ginete brasileiro. 
Teve o primeiro contato com cavalos por meio do pai, professor universitário que pesquisava equinos. Montava por lazer, até sua chegada à universidade, em Belo Horizonte (MG), quando tinha disponibilidade para treinar.
Participou dos  Jogos Olímpicos de Atenas, em 2004, como assistente técnico. No retorno, foi morar na Europa para dedicar-se à carreira de atleta e, assim, conquistou a vaga no CCE para os Jogos Olímpicos de Pequim, em 2008.
Em 2011 foi medalhista de bronze nos Jogos Pan-Americanos de Guadalajara e, no ano seguinte, competiu nos Jogos Olímpicos de Londres.
Participou dos Jogos Olímpicos do Rio de Janeiro, em 2016.
É formado em zootecnia.